# Оттон I (граф Лувена)
Оттон I Лувенский (фр. Otton de Louvain; ум. 1041) — граф Лувена в 1038—1041, сын Генриха I. Его существование является спорным. 

## Биография
Согласно Хронике о происхождении герцогов Брабанта XIV—XV веков, преемником Оттона I был его дядя, Ламберт II, который наследовал Оттону после его неожиданной смерти в 1041 году. 
По версии анонимного автора Vita Gudulae, Ламберт II занял престол уже после смерти Генриха I .